# Cañón QF de 2 libras
Este artículo trata sobre el cañón antitanque y de tanques de la Segunda Guerra Mundial. Para el cañón automático antiaéreo, véase Cañón naval QF de 2 libras.
El QF de 2 libras (o simplemente "cañón de 2 libras") fue un cañón antitanque y un cañón de tanque británico, empleado en la Segunda Guerra Mundial. Fue activamente empleado en la Batalla de Francia y durante la Campaña del norte de África. Como los tanques aumentaron el espesor de sus blindajes para resistir sus disparos, a partir de 1942 fue gradualmente reemplazado por el QF de 6 libras, aunque algunos quedaron en servicio hasta el final de la guerra. En su variante montada a bordo de vehículos, el QF de 2 libras también fue el habitual cañón principal de los tanques británicos al inicio de la Segunda Guerra Mundial, así como el típico armamento principal de automóviles blindados, tales como el Daimler, durante la guerra.
Este cañón de 2 libras no es el mismo que el QF de 2 libras "pom-pom" ampliamente utilizado por la Royal Navy como cañón antiaéreo; solamente tienen en común el peso del proyectil (2 libras).

## Historia
El cañón fue inicialmente desarrollado como un arma para tanques, debutando como armamento principal del tanque Cruiser Mk I diseñado por la Vickers. Por razones de economía y estandarización, el director de Artillería lo aceptó en octubre de 1934 como base para un cañón antitanque. Los contratos para diseñar un afuste fueron otorgados a la Vickers y al Arsenal de Woolwich.[cita requerida]
La Vickers fue la primera en enviar un diseño, que fue aceptado como el Cañón QF de 2 libras Mark IX sobre Afuste Mark I. En 1936 se construyó una cantidad limitada de unidades. El afuste tenía un novedoso diseño de tres patas. En posición de transporte, una de las patas era empleada como trailla de remolque y las otras dos iban plegadas. Cuando el cañón era emplazado para combate, las patas eran puestas sobre el suelo y sus ruedas levantadas. El afuste del Arsenal de Woolwich demostró ser más barato y sencillo de producir que le diseño de la Vickers, por lo que el cañón fue adoptado como Cañón QF de 2 libras Mark IX sobre Afuste Mark II. Era de diseño similar, aunque al momento de emplazar el cañón para combate había que desmontarle sus ruedas. Este afuste también fue fabricado por la Vickers.[cita requerida]
La inusual construcción le daba una buena estabilidad al cañón y una rotación de 360°, permitiéndole atacar con rapidez vehículos en movimiento desde cualquier dirección. Con el afuste Vickers, el cañón también podía dispararse con las ruedas bajadas, a pesar de su limitada rotación. El cañón de 40 mm podía sobrepasar a un típico cañón de 37 mm, tales como el PaK 36 alemán o el Bofors 37 mm, sobrepasando por mucho a los cañones de 25 mm y 20 mm de la época. Una desventaja del QF de 2 libras era que pesaba casi el doble del PaK 36 y tenía un perfil más alto.[cita requerida]
Un proyecto canadiense de finales de la guerra fue el David High Velocity, que permitía disparar proyectiles de 40 mm desde cañones de 57 mm. Estaba pensado para aumentar la velocidad de boca del proyectil. El sistema aún estaba siendo desarrollado cuando terminó la guerra, cancelándose el programa una vez terminada esta.[cita requerida]
Otro desarrollo fue el HV 'Pipsqueak' de 2 libras, un cañón de posguerra que empleaba el proyectil 40 x 438 R, originalmente ideado como el armamento principal del automóvil blindado Saladin que iba a reemplazar al automóvil blindado AEC. Este cañón fue diseñado para disparar proyectiles subcalibre APDS, que igualarían la penetración de los proyectiles "Littlejohn", permitiendo al mismo tiempo emplear proyectiles de alto poder explosivo. De hecho, el desempeño afirmado fue mejor, el proyectil con una velocidad de 1295 m/s podía penetrar 85 mm de blindaje inclinado a 60°, a una distancia de 900 m. El desarrollo de este cañón también fue abandonado cuando el papel del Saladin pasó a ser de apoyo a la infantería y fue equipado con un cañón de baja velocidad de 76 mm.[cita requerida]
Una de las más serias desventajas del QF de 2 libras fue la falta de un proyectil de alto poder explosivo, especialmente cuando el QF de 2 libras era el armamento principal de un tanque; esto era muy importante cuando se empleaba un tanque para apoyar a la Infantería, dejándolo solamente con su ametralladora como arma antipersona. Se diseñó un proyectil de alto poder explosivo para el QF de 2 libras, pero nunca llegó a producirse.

## Historial de combate

Tripulantes cargando el cañón de un tanque Valentine.

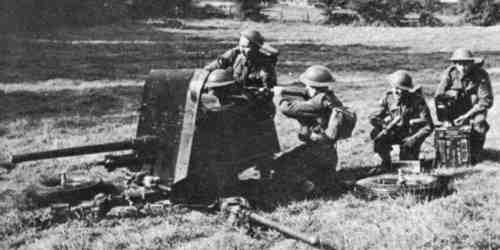
Soldados británicos empleando el QF de 2 libras. Nótese las patas desplegadas.

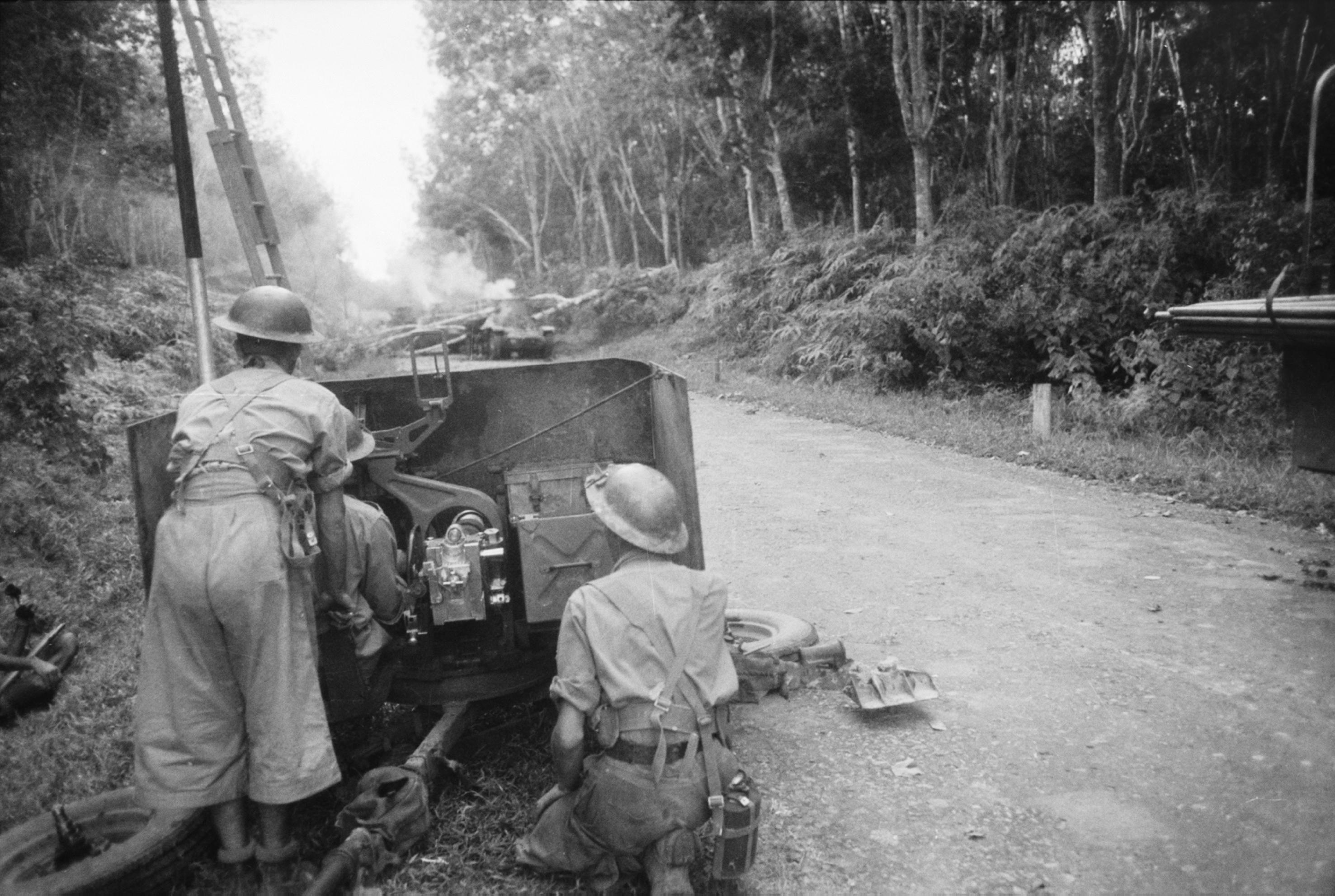
Artilleros australianos disparando un QF de 2 libras a quemarropa contra tanques japoneses en la Batalla de Muar.

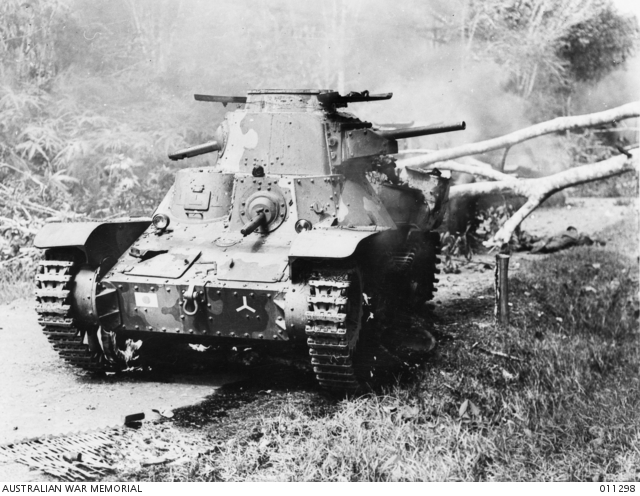
Un tanque Tipo 95 Ha-Go, destruido por el QF de 2 libras australiano (véase la foto de arriba).

En las primeras campañas occidentales, el QF de 2 libras fue empleado por dos tipos de formaciones de la Royal Artillery: regimientos antitanque de las divisiones de Infantería (cuatro baterías con 12 cañones cada una) y regimientos antiaéreos/antitanque de las divisiones blindadas (dos baterías de 12 cañones antitanque). A partir de octubre de 1940, también se introdujeron regimientos separados de 48 cañones antitanque en las divisiones blindadas. La estructura de una brigada de Infantería inicialmente incluía una compañía antitanque, aunque habitualmente estaba equipada con cañones antitanque Hotchkiss 25 mm; estas compañías fueron posteriormente disueltas durante la guerra. A partir de 1942, los batallones de Infantería obtuvieron sus propios pelotones antitanque de 6 cañones. La organización era distinta en los frentes del Lejano Oriente. La estructura interna exácta de las unidades antitanque también estaba sujeta a cambios y variaciones.
El cañón entró en combate con el Ejército belga durante la invasión alemana de los Países Bajos y luego con el Ejército británico durante las siguientes acciones de retaguardia en Dunkerque. La mayoría de los QF de 2 libras del Ejército británico fueron abandonados en Francia durante la retirada, perdiendo buena parte de su capacidad antitanque. Los cañones capturados en Dunkerque entraron en servicio alemán con la designación 4.0 cm PaK 192(e) o 4.0 cm PaK 154(b), donde la "e" y la "b" indicaban Inglaterra y Bélgica respectivamente.
A pesar de que el Arsenal de Woolwich ya había diseñado un sucesor para el QF de 2 libras, el QF de 6 libras, se decidió reequipar al Ejército con el QF de 2 libras en caso de una invasión alemana, evitando el período de adaptación a la producción y también el de reentrenamiento y habituación con el nuevo cañón. Esto tuvo como efecto retrasar la producción del QF de 6 libras hasta noviembre de 1941, así como la disponibilidad de unidades de primera línea hasta la primavera de 1942. En consecuencia, para la mayor parte de la Campaña del norte de África, el Ejército tuvo que basarse en el QF de 2 libras, apoyado por el QF de 25 libras en el papel de cañón antitanque, papel para el cual era apto, a expensas de retirarlo de su principal papel. Mientras el diseño de los tanques alemanes evolucionaba, el desempeño antiblindaje del QF de 2 libras gradualmente se hacía insuficiente; sin embargo, el cañón debe una gran parte de la mala reputación que se ganó durante la campaña al terreno abierto, que dificultaba ocultar su alta silueta, así como a tácticas mal planteadas.
En el norte de África, se descubrió que el QF de 2 libras se dañaba al ser remolcado largas distancias a través de desiertos rocosos. A partir de 1941, los británicos desarrollaron el método Portee para transportar el QF de 2 libras y posteriormente el QF de 6 libras, sobre un camión. A pesar de que solamente era para transportarlo, estando descargado el cañón, los artilleros solían disparar los cañones desde los vehículos para una mayor movilidad, con las consecuentes bajas.  Por eso los vehículos solían entrar en combate en reversa, para que el escudo del QF de 2 libras pueda ofrecer protección ante el fuego enemigo.
Desde mediados de 1942, el QF de 2 libras fue ampliamente desplazado de los pelotones antitanque de Infantería a las unidades de la Home Guard en Gran Bretaña, así como al Lejano Oriente, donde aún era efectivo contra los más pequeños y menos blindados tanques japoneses. Fue finalmente retirado de servicio en diciembre de 1945. Como armamento de vehículo, quedó en servicio durante la guerra. Aunque la mayoría de tanques que estaban armados con él fueron retirados de servicio o mejorados con el QF de 6 libras, continuó siendo empleado a bordo de automóviles blindados.
Su desempeño como arma antitanque fue mejorado a finales de la guerra con el desarrollo de munición más avanzada y obtuvo un impulso adicional con la introducción del adaptador Littlejohn, que lo convertía en un cañón de ánima cónica que disparaba obuses de diseño especial a mayores velocidades (sin embargo, el adaptador Littlejohn evitaba el empleo de proyectiles de alto poder explosivo). A pesar de todo, estas mejoras constantemente fueron quedando obsoletas por las mejoras en el diseño de los tanques.
Los QF de 2 libras nunca fueron equipados con proyectiles de alto poder explosivo, que les hubiesen otorgado cierta capacidad contra blancos sin blindaje. Los proyectiles fueron diseñados, pero nunca entraron en servicio porque se creía que la pequeña carga explosiva del proyectil (que casi tenía el mismo peso de la popular granada de mano Bomba Mills) sería ineficaz. Esto demostró ser un problema en combate, cuando las unidades antitanque de ambos bandos se enfrentaban entre ellas. Además representaba un gran problema para los vehículos blindados armados con el cañón, que no podía atacar a cañones antitanque y sus artilleros a distancias fuera del alcance de su ametralladora.

## Munición
| Tipo                                                                     | Modelo              | Proyectil/obús | Peso             | Peso del proyectil | Carga explosiva | Velocidad de boca      |
| ------------------------------------------------------------------------ | ------------------- | -------------- | ---------------- | ------------------ | --------------- | ---------------------- |
| Antiblindaje, trazador                                                   | AP/T Mk I           | Proyectil      | 2,04 kg (4.5 lb) | 1,08 kg (2.4 lb)   | -               | 792 m/s (2,600 ft/s)   |
| Antiblindaje, trazador, carga propulsora aumentada                       | APHV/T              | Proyectil      | 2,04 kg (4.5 lb) | 1,08 kg (2.4 lb)   | -               | 853 m/s (2,800 ft/s)   |
| Antiblindaje, cubierto, cubierta balística, trazador                     | APCBC/T Mk I        | Proyectil      | 2,22 kg (4.9 lb) | 1,22 kg (2.7 lb)   | -               | 792 m/s (2,600 ft/s)   |
| Antiblindaje, compuesto, maleable (empleado con el adaptador Littlejohn) | AP/CNR (APSV) Mk I  | Proyectil      | ?                | 0,57 kg (1.3 lb)   | -               | 1.280 m/s (4,200 ft/s) |
| Antiblindaje, compuesto, maleable (empleado con el adaptador Littlejohn) | AP/CNR (APSV) Mk II | Proyectil      | ?                | 0,45 kg (0.99 lb)  | -               | 1.189 m/s (3,900 ft/s) |
| Alto poder explosivo, trazador (nunca entró en producción)               | HE/T Mk II          | Obús           | 1,86 kg (4.1 lb) | 0,86 kg (1.9 lb)   | Lyddita         | 792 m/s (2,600 ft/s)   |

| Distancia | 91 m (100 yd) | 457 m (500 yd) | 914 m (1,000 yd) | 1.371 m (1,499 yd) |
| --- | ------------- | -------------- | ---------------- | ------------------ |
| AP (en un ángulo de 60°) | 49            | 37             | 27               | 17                 |
| APHV (en un ángulo de 60°) |               | 54             | 41               |                    |
| APCBC (en un ángulo de 60°) |               | 53,5           |                  |                    |
| Se emplearon distintos métodos para medir la penetración de blindaje en diferentes países/períodos. Por lo tanto, la comparación directa es frecuentemente imposible. |               |                |                  |                    |

## Variantes
Del cañón:
- Mk IX - principal versión de serie de preguerra, con cañón hecho mediante fresado.
- Mk IX-A - un Mk IX simplificado para ser producido en masa.
- Mk X - versión de serie posterior, con cañón forjado.
- Mk X-A - un Mk X con tolerancias dimensionales reducidas.
- Mk X-B - principal versión para vehículos de finales de la guerra, equipada con el Adaptador Littlejohn.

Del afuste:
- Mk I - Afuste diseñado por la Vickers.
- Mk II - Afuste diseñado por el Royal Arsenal.

## Montajes autopropulsados
Tanques

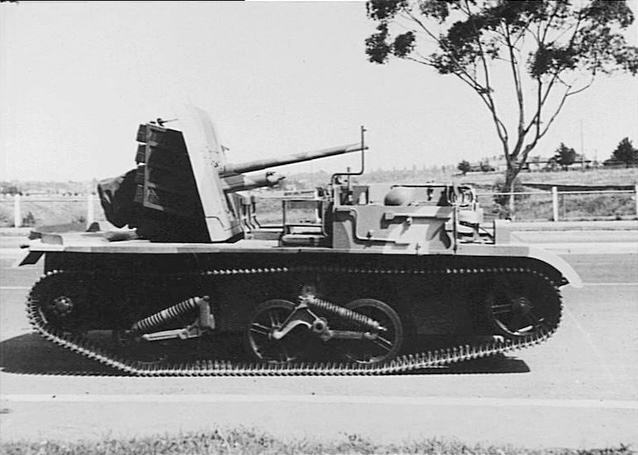
El 2 Pounder Anti-tank Gun Carrier australiano.

- Tanque ligero Mk VII Tetrarch, Tanque ligero Mk VIII
- Cruiser Mk I al Tanque de Crucero Mk VI Crusader
- Tanque de Infantería Mk II Matilda, Tanque de Infantería Mk III Valentine, Tanque de Infantería Mk IV Churchill
- Ram I (Canadá)
- AC1 Sentinel (Australia)

Automóviles blindados
- Automóvil blindado AEC
- Automóvil blindado Coventry
- Automóvil blindado Daimler
- Automóvil blindado Marmon-Herrington (Sudáfrica)
- Automóvil blindado pesado Rhino (Australia)

Otros vehículos
- 2 Pounder Anti-tank Gun Carrier (Australia)
- Loyd Carrier[6] (experimental)

Cazacarros
- Portee de 2 libras (británico)

## Usuarios
- Reino Unido
- Alemania nazi (cañones capturados)
- Australia
- Bélgica
- Irlanda

## Ejemplares sobrevivientes
Hay un QF de 2 libras del Ejército de Irlanda en el museo de Collins Barracks en Cork.